# 폴 포드

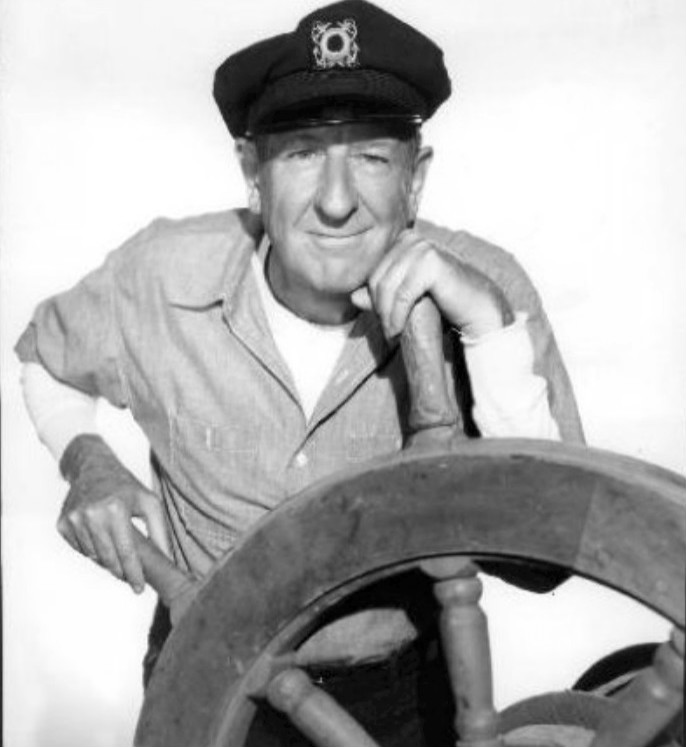

폴 포드(Paul Ford, 1901년 11월 2일 ~ 1976년 4월 12일)는 미국의 연극 배우, 텔레비전 배우, 영화배우, 성우이다.
볼티모어에서 태어났으며 미니올라에서 사망하였다. 사인은 심근 경색이다.

## 영화
- 오즈의 마법사 2 (1974년)
- 뉴욕에서의 로라 (1970년)
- 위험한 여로 (1967년)
- 스파이 위드 어 콜드 노즈 (1966년)
- 러시안스 (1966년)
- 네버 투 레잇 (1965년)
- 매드 매드 대소동 (1963년)
- 애드바이즈 앤 컨센트 (1962년) - 세너터 스탠리 단타 역
- 후즈 갓 더 액션? (1962년) - 저지 보트라이트 역
- 뮤직 맨 (1962년)
- 워싱턴 정가 (1962년)
- 8월 달의 찻집 (1956년)
- 빌코 상사 (1955년)
- 모두가 왕의 부하들 (1949년)
- 92번가 집 (1945년)